# Xã Empire, Quận Cass, Bắc Dakota
Xã Empire (tiếng Anh: Empire Township) là một xã thuộc quận Cass, tiểu bang Bắc Dakota, Hoa Kỳ. Năm 2010, dân số của xã này là 114 người.